# Jean-Guy Boilard
Pour les articles homonymes, voir Boilard.
Jean-Guy Boilard est un juge québécois. Nommé à la Cour supérieure du Québec en 1977, il était auparavant procureur  de la Couronne. C'est à ce titre  qu'il a entrepris des procédures judiciaires contre les felquistes pendant les années 1970.
Le juge Boilard a été l'objet de plusieurs controverses, dont une a mené à sa récusation comme juge du mégaprocès des Hells Angels et une lettre de réprimande d'un comité du Conseil canadien de la magistrature.

## Biographie
Jean-Guy Boilard est né en 1937 à Lyster au Québec.

### Procureur de la Couronne
Boilard a été procureur de la Couronne à Montréal de 1969 à 1977.

### Juge
Il est nommé juge à la Cour supérieure du Québec en 1977. En 2003, il décide de devenir juge surnuméraire, poste qu'il occupe toujours aujourd'hui.

#### L'affaire Doré et le procès des Hells Angels
À titre de juge, Jean-Guy Boilard préside, de 2001 à 2002, le mégaprocès des Hells Angels arrêtés dans le cadre de l'Opération Printemps 2001.
Le 18 et 19 juin 2001, alors qu'il entend une demande d'arrêt des procédures d'un des accusés, il se montre particulièrement virulent à l'encontre de l'avocat de la défense, Gilles Doré. Dans le jugement qu'il rend le 21 juin 2001, il se montre très critique envers l'avocat Doré qu'il accuse de faire de la « rhétorique ronflante et de l'hyperbole » et d'être outrecuidant.
Le 22 juillet 2002, Boilard décide de se retirer du mégaprocès des Hells Angels. Il se fait remplacer par le juge Réjean Paul.
Pour ce désistement inattendu, il fait l'objet d'une plainte auprès du Conseil canadien de la magistrature. Il est finalement blanchi.

#### Autres affaires
Boilard a aussi jugé le procès Doyle, libérant celui qui était accusé trente-trois fois de menaces contre les femmes. En 2001, il avait refusé une requête de deux Basques qui cherchaient à éviter la torture en Espagne.
En 2006, il a notamment présidé le procès de Paul Coffin. Coffin a été assigné à résidence pour son rôle dans le scandale des commandites.
Le 23 juin 2011, il donne raison aux avocats de Tony Accurso qui en décembre 2010, avaient plaidé coupable à des accusations de fraude de 4 millions de dollars aux dépens du fisc fédéral et avaient accepté de rembourser les sommes, avec pénalités, représentant au total 8 millions de dollars.

## Publications
- Jean-Guy Boilard, Manuel de preuve pénale, Cowansville (Québec), Édition Yvon Blais, 2012, 1850 p. (présentation en ligne).

## Citation
- « Lorsque la justice n'est plus dispensée en public, c'est l'éclosion de l'arbitraire et l'invitation au despotisme, peu importe l'identité du tyran. La justice secrète est un mal social beaucoup plus grave que l'inconvénient momentanément subi par l'accusé dont l'identité est révélée[2] »

## Référence
1. ↑  « Rapport du Conseil canadien de la magistrature présenté au ministre de la Justice du Canada en vertu de l’art. 65(1) de la Loi sur les juges et concernant le juge Jean-Guy Boilard de la Cour supérieure du Québec », Conseil de la magistrature, décembre 2003 (consulté le 29 mars 2013).
2. ↑  Cour supérieure du Québec, Southam Inc. c. Brassard, 10 juillet 1987, [1987] R.J.Q. 1841, J.E. 87-979.

## Liens et document externes
- « Rapport du Conseil canadien de la magistrature présenté au ministre de la Justice du Canada en vertu de l’art. 65(1) de la Loi sur les juges et concernant le juge Jean-Guy Boilard de la Cour supérieure du Québec », Conseil de la magistrature, décembre 2003 (consulté le 29 mars 2013).
- « Boilard (Jean-Guy) », sur La mémoire du Québec, 7 octobre 2012 (consulté le 29 mars 2013).